# Heinrich Reich (Verwaltungsjurist)
Heinrich Reich (* 7. Februar 1903 in Thurnau; † 28. Mai 1998 in Sulzburg/Baden) war Landrat im Landkreis Rummelsburg und im Ennepe-Ruhr-Kreis.

## Leben
Nach der Schulausbildung und dem Abitur am 28. Februar 1920 in Göttingen studierte Heinrich Reich Rechtswissenschaften und Staatswissenschaften in München, Heidelberg, Freiburg und Göttingen. Im Sommer 1923 absolvierte er das erste juristische Staatsexamen und promovierte am 30. November des Jahres. Nach Tätigkeiten als Gerichtsassessor beim Amtsgericht Northeim und Landgericht Göttingen wurde er im Dezember 1926 Regierungsassessor beim Landratsamt Rendsburg. Seine Versetzung zum Landratsamt Arnsberg kam im November 1930. Zum 1. Mai 1933 trat er in die NSDAP ein (Mitgliedsnummer 1.893.927) und hatte in der SA den Rang eines SA-Obersturmführers. Er war u. a. in der Bezirksregierung Köslin und im Reichsministerium für Ernährung und Landwirtschaft tätig, wurde daraufhin im November 1934 stellvertretender Landrat im Landratsamt Rummelsburg und dort im Juli 1935 definitiv zum Landrat ernannt. Reich wechselte ins Westfälische und wurde am 2. August 1939 kommissarischer Landrat im Ennepe-Ruhr-Kreis. Am 10. Juli 1940 wurde er definitiv Landrat und blieb – mit Unterbrechung durch den Kriegseinsatz als Adjutant eines Ersatz-Bataillons – bis Kriegsende in diesem Amt. Vom 14. Mai 1945 bis zum 7. Januar 1947 war er in Internierungshaft. Nach einer Zeit als Geschäftsführer einer Firma und als freiberuflicher Verwaltungsrechtsrat wurde Reich zum 1. November 1956 Referent beim Bundesrechnungshof. 1957 zum Ministerialrat befördert, wurde er zum 1. Dezember 1959 Prüfungsgebietsleiter und 1966 Abteilungsleiter, womit eine Beförderung zum Direktor verbunden war. Reich ging zum 1. Oktober 1969 in den Ruhestand.